# 阿比·霍夫曼
阿比·霍夫曼（英語：Abby Hoffman，1947年2月11日—），加拿大女子田径运动员。她曾代表加拿大参加1963年、1967年、1971年和1975年泛美运动会田径比赛，获得二枚金牌、一枚银牌和二枚铜牌。